# Electra (revista)
Electra fue una revista literaria editada en la ciudad española de Madrid en 1901.

## Historia
Vinculada al modernismo, apareció a rebufo de la obra teatral homónima de Benito Pérez Galdós, de carácter anticlerical, estrenada en enero de ese mismo año. Con periodicidad semanal, el 16 de marzo de 1901 saldría a la venta el primer número. De Electra, publicada durante la primavera de dicho año, se desconoce cuántos números se imprimieron.
Además del propio Galdós, en sus páginas aportaron colaboraciones autores como Pío Baroja, Jacinto Benavente, Rubén Darío, Vicente Blasco Ibáñez, Juan Ramón Jiménez, José María Llanas Aguilaniedo, Silverio Lanza, los hermanos Machado, Ramiro de Maeztu, José Martínez Ruiz (futuro «Azorín»), Salvador Rueda, Ramón María del Valle Inclán, Pedro Corominas, José Nakens, Francisco Villaespesa, Cristóbal de Castro, Roberto Castrovido, Luis Bello, Enrique Gómez Carrillo, Adolfo Luna, Antonio Palomero, Gabriel Alomar, Paul Verlaine o Bernardo de Quirós, entre otros.